# 銀の鍵の門を越えて
『銀の鍵の門を越えて』（ぎんのかぎのもんをこえて、Through the Gates of the Silver Key）は、ハワード・フィリップス・ラヴクラフトの小説。ラヴクラフト神話、クトゥルフ神話、ランドルフ・カーターのシリーズの一編。関連作品『銀の鍵』『幻影の王』も併せて説明する。

## 概要
『銀の鍵』は、1926年に執筆され、『ウィアード・テールズ』1929年1月号に発表された。『銀の鍵の門を越えて』は、1933年の4月に完成し、E・ホフマン・プライスとの合作として『ウィアード・テールズ』1934年7月号に発表された。
1932年5月、『銀の鍵』のファンであったプライスが、ラヴクラフトを訪問して、失踪したランドルフ・カーターの後日談の合作を持ち掛けた。ラヴクラフトは承諾し、プライスは『幻影の王』という短編の草稿を書き上げてラヴクラフトに送付した。受け取ったラヴクラフトが、徹底的に書き改めることで、『銀の鍵の門を越えて』が完成した。
プライスの『幻影の王』は、半世紀後の1982年に『Crypt of Cthulhu』10号に掲載された。プライスが傾倒していた神智学からの影響が色濃い。
当作品の中核となっている原型論はプライスのアイデアを踏襲したもの。
東雅夫は「<夢の国物語>の到達点であり、ラヴクラフトの異界幻想の極致というべき異色作である。神話大系の中でもとりわけ謎めいた存在であるウムル・アト＝タウィルを理解するうえでも欠かせない作品といえよう。」と解説する。
ランドルフ・カーターとウォード・フィリップスは、ラヴクラフト自身がモデルとなっており、大瀧啓裕はランドルフ・カーターを「ラヴクラフトの理想化された分身」と表現している。大瀧はまた、『セレファイス』のクラネスのリニューアルが、『銀の鍵』のカーターと分析している。ドリームランドの作品に数えられることがあるが、ドリームランドは出てこず、主人公はドリームランドに行けなくなってしまったことでコズミックからのアプローチを図ろうとする。
オーガスト・ダーレスは、『暗黒の儀式』と『アルハザードのランプ』にウォード・フィリップスと同名の人物を登場させている。

## あらすじ

### 銀の鍵
ある夜、ランドルフ・カーターの夢枕に祖父が現れ、銀の鍵の存在を伝える。目覚めたカーターは、屋根裏部屋を探し、銀の鍵を200年ぶりに発見する。銀の鍵を包んでいた羊皮紙には、未知の言語で何かが記されていた。やがてカーターは、銀の鍵を携えて外出し、洞窟＜蛇の巣＞の付近で消息を絶つ。ウォード・フィリップスは、友人カーターの失踪を小説として執筆する。

### 銀の鍵の門を越えて
洞窟に入ったカーターは、銀の鍵で「第一の門」を開ける儀式を行う。すると周囲が歪み、カーターは異界に転移する。ウムル・アト＝タウィルは、カーターに退くか進むかの二択を問いかけ、カーターは進むと即答する。そうして「窮極の門」を越えたカーターは、自分が一人の人間ではなく、多数の人間であることを理解する。神秘を体験したカーターは、ある瞬間、惑星ヤディスの魔道士ズカウバに変わっていた。ズカウバは、自分の中にいるカーターという地球人の魂を忌まわしく思う。ズカウバは同胞と共に、魔物ドールと戦うための呪文を研究していたが、あるとき突然ヤディス星から姿を消す。徹底した準備と計算のもと、無限ともいえる距離と時間を越えて、カーターは1930年の地球に帰還する。カーターは己の中のズカウバを眠らせ、チャンドラプトゥラ師という名を名乗って友人たちと連絡をとる。
1932年10月、ニューオリンズのド・マリニー邸で、失踪したランドルフ・カーターの財産の処遇についての会議が開かれる。参加者はド・マリニー、ウォード・フィリップス、アスピンウォール、チャンドラプトゥラ師の4人。チャンドラプトゥラ師はカーターの足取りを語り、続いて「カーターは死んでおらず、帰還して財産の保全を要求するだろう」と主張する。ド・マリニーとウォード・フィリップスは穏やかに対応するが、アスピンウォールは大法螺と一蹴し激怒する。アスピンウォールは、チャンドラプトゥラ師の顔が仮面と気づき、詐欺師の変装を解こうとする。するとチャンドラプトゥラ師は、自分こそカーターだと言い出す。アスピンウォールは力まかせに仮面をはぎ取ろうとするも、素顔を見て絶命する。チャンドラプトゥラ師は、大時計の中に入り、そのまま姿を消す。最終的には、カーターは消息不明、財産も未処分のままとなる。

### 幻影の王
ズカウバの代わりにジェフリー・カーターが登場し、結末も異なる。

## 主な登場人物
- ランドルフ・カーター - 主人公。1928年10月7日に54歳で失踪する。
- エティエンヌ＝ローラン・ド・マリニー - ニューオリンズの神秘家。ランドルフの著作と財産の管理人であり、財産会議を主催する。
- ウォード・フィリップス - プロヴィデンスの夢想家。カーターの生還を主張する。『銀の鍵』は彼が執筆して発表した小説という形式をとっている。
- アーニスト・K・アスピンウォール - シカゴの法律家。カーターの遠縁。彼を死んでいるとみなし、財産分与を要求する。
- チャンドラプトゥラ師 - ヒンドゥ人の宗教家。カーターの足取りを知っていると言い、友人らと文通している。
- ウムル・アト＝タウィル - ＜導くもの＞。銀の鍵を持つカーターに、退くか進むかの二択を問いかける。
- ズカウバ - 惑星ヤディスに住む、鉤爪、昆虫のような多関節の体を持つ種族の魔道士。ドールと戦っている。
- ジェフリー・カーター - 『幻影の王』のみに言及あり。ランドルフの550年前の先祖。

## 収録
銀の鍵（The Silver Key）
- 創元推理文庫『ラヴクラフト全集6』大瀧啓裕訳「銀の鍵」
- 国書刊行会『定本ラヴクラフト全集3』小林勇次訳「銀の秘鑰」
- 星海社FICTIONS『未知なるカダスを夢に求めて 新訳クトゥルー神話コレクション4』森瀬繚訳「銀の鍵」
- 新潮文庫『クトゥルー神話傑作選3 アウトサイダー』南條竹則訳 「銀の鍵」

銀の鍵の門を越えて（Through the Gates of the Silver Key）
- 創元推理文庫『ラヴクラフト全集6』大瀧啓裕訳「銀の鍵の門を越えて」
- 青心社文庫『クトゥルー3』大瀧啓裕訳「銀の鍵の門を越えて」
- 角川ホラー文庫『ラヴクラフト恐怖の宇宙史』荒俣宏訳「銀の鍵の門を超えて」
- 国書刊行会『定本ラヴクラフト全集6』小林勇次訳「銀の秘鑰の門を越えて」
- 星海社FICTIONS『未知なるカダスを夢に求めて 新訳クトゥルー神話コレクション4』森瀬繚訳「銀の鍵の門を抜けて」

幻影の王（The Lord of Illusion）
- 国書刊行会『定本ラヴクラフト全集6』小林勇次訳「幻影の王」
- 星海社FICTIONS『未知なるカダスを夢に求めて 新訳クトゥルー神話コレクション4』森瀬繚訳「幻影の君主」

## 関連作品
- 永劫より - ラヴクラフトがヘイゼル・ヒールドに代作した作品。ド・マリニーとチャンドラプトゥラ師が登場する。
- ド・マリニーの掛け時計 - ブライアン・ラムレイによる後日談。時計がタイタス・クロウの所有物となっている。